# Лик (округ)
Округ Лик (англ. Leake County) — округ штата Миссисипи, США. Население округа на 2000 год составляло 20940 человек. Административный центр округа — город Картидж.

## История
Округ Лик основан в 1833 году.

## География
Округ занимает площадь 1510 км2.

## Демография
Согласно переписи населения 2000 года, в округе Лик проживало 20940 человек (данные Бюро переписи населения США). Плотность населения составляла 13.9 человек на квадратный километр.